# Bata (Ekvatorska Gvineja)
Bata je grad i luka u kontinentalnoj Ekvatorskoj Gvineji, glavni grad pokrajine Primorje i nekadašnji glavni grad države. Leži na obali Atlantskog oceana, 235 km jugoistočno od glavnog grada, Malaboa.
Trajektnim je linijama grad povezan s Malaboom i Doualom. Poznat je po tržnici i bogatom noćnom životu. Glavninu lučkog prometa čini izvoz drva i kave.
Nakon protušpanjolskih prosvjeda 1969. godine, iz Bate se iselio veliki broj Europljana i uslijedilo je razdoblje gospodarske stagnacije 1970-ih i 1980-ih. Tijekom 1990-ih počinje razvitak područja potpomognut otkrićem nafte.
Prema popisu iz 1994. godine, Bata je imala 50.023 stanovnika, čime je bila drugi grad po veličini u državi.